# Mugilowate
Mugilowate, cefalowate (Mugilidae) – rodzina ryb mugilokształtnych (Mugiliformes). Poławiane jako ryby konsumpcyjne o smacznym mięsie.

## Występowanie
Wody przybrzeżne wszystkich mórz strefy umiarkowanej i tropikalnej, wpływają do wód słonawych, nieliczne gatunki występują w wodach słodkich.

## Cechy charakterystyczne
Ciało wydłużone, bocznie spłaszczone, bez linii bocznej, pokryte dużą łuską ktenoidalną. Mały otwór gębowy, bez zębów lub zęby małe i słabe. Dwie płetwy grzbietowe, znacznie od siebie oddalone, pierwsza ciernista. Długość maksymalnie do 120 cm.

## Ekologia
Pływają w ławicach. Żywią się glonami i bezkręgowcami, głównie ich larwami i jajami. Jesienią płyną w kierunku morza w celu odbycia tarła. Ikra i larwy pelagiczne – pływają w toni morskiej. Dorosłe po odbyciu tarła wracają do wód przybrzeżnych.

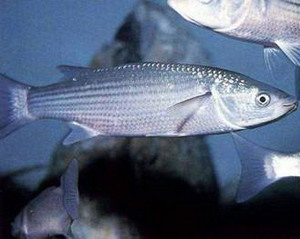
Cefal cienkowargi (Liza ramado)

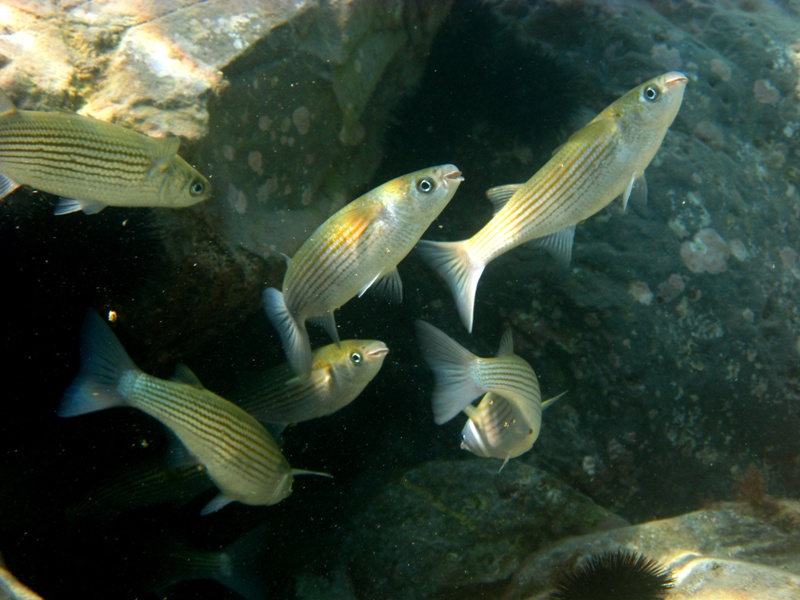
Cefal wargacz (Oedalechilus labeo)

## Klasyfikacja
Rodzaje zaliczane do tej rodziny:
Agonostomus – Aldrichetta – Cestraeus – Chaenomugil – Chelon – Crenimugil – Ellochelon – Joturus – Liza – Moolgarda – Mugil – Myxus – Neomyxus – Oedalechilus – Paramugil – Rhinomugil – Sicamugil – Trachystoma – Valamugil – Xenomugil